# Четек (Висконсин)
Четек (енгл. Chetek) град је у америчкој савезној држави Висконсин.

## Демографија
По попису из 2010. године број становника је 2.221, што је 41 (1,9%) становника више него 2000. године.
| Група             | 2000.         | 2010.         |
| Белци             | 2.135 (97,9%) | 2.146 (96,6%) |
| Афроамериканци    | 2 (0,1%)      | 5 (0,2%)      |
| Азијати           | 5 (0,2%)      | 7 (0,3%)      |
| Хиспаноамериканци | 21 (1,0%)     | 39 (1,8%)     |
| Укупно            | 2.180         | 2.221         |